# 银河航天
银河航天（北京）科技有限公司（简称为银河航天）是中华人民共和国的卫星互联网和航空航天企业，也是中国首家在民营航天领域的独角兽企业，该企业成立于2018年，专攻通信载荷、核心单机、卫星平台的自主研发与低成本量产。银河航天在中国的西安、成都和北京设有通信载荷、核心单机和太阳翼的配套研制中心，其在南通设置的卫星智能制造工厂，具备年产百颗卫星的能力。
截至2025年，银河航天已成功发射了20余颗自研卫星。

## 历史
银河航天成立于2018年4月，其创始人、董事长兼CEO为徐鸣，徐也曾是猎豹移动联合创始人、前总裁。
2019年，银河航天推出第一代Q/V天线。2020年1月16日，长征三号乙运载火箭成功发射并部署了银河航天的低轨宽带通信卫星：银河航天首发星，该卫星的通信总容量达48Gbps。银河航天据此开展了一系列测试、试验，该首发星亦是国际首颗Q/V/Ka频段卫星，在能力上逼近星链的水平。同年11月23日，中国国家互联网信息办公室、浙江省人民政府主办的2020年“世界互联网领先科技成果发布活动”上，银河航天凭借“银河航天首发星的研制与卫星互联网技术验证”获得了“世界互联网领先科技成果”。
2022年3月5日，银河航天成功发射了自研的六颗低轨宽带通信卫星：银河航天02批批产卫星，以验证建设卫星互联网巨型星座所需的能力，该批卫星已在轨与银河航天首发星共同组成中国首个低轨宽带通信试验星座，被称为：小蜘蛛网，其具备单次30分钟左右的不间断、低时延宽带通信服务能力。同年7月26日，银河航天宣布已成功开展低轨宽带星座的车载化用途测试，让车上人员通过网线和Wi-Fi，用手机和笔记本电脑连接了低轨卫星网络。
2023年7月23日，长征二号丁运载火箭成功发射并部署了由银河航天研制的灵犀03星，该卫星是中国首款使用柔性太阳翼的平板式低轨通信卫星，其柔性太阳翼处于折叠状态时主体厚度不到5厘米，展开后的发电面积超过18平方米，发电功率超过4,500瓦。 
2024年6月27日，银河航天在无锡市的梁溪空天产业园开工建设银河航天卫星能源系统研制基地，该处将用于研发大功率柔性太阳翼、超大型翼阵一体太阳翼等技术产品，以满足平板可堆叠卫星、手机直连卫星等卫星的新一代能源系统需求。
2024年12月17日，银河航天承担研制的四颗合成孔径雷达卫星，在太原卫星发射中心使用长征二号丁运载火箭发射升空，顺利进入预定轨道。
2025年1月17日，银河航天负责总研制的中高层大气临边探测遥感卫星天路一号，在酒泉卫星发射中心由长征二号丁运载火箭发射升空，顺利进入预定轨道。